# النبيلة والشارد (1955)
النبيلة والشارد (بالإنجليزية: Lady and the Tramp)‏ هو فيلم للمخرجين كلايد جيرونيمي ، و ويلفريد جاكسون ، و هاميلتون لوسك. أول عرض كان في يونيو عام 1955.

## أسماء مؤدو اصوات الشخصيات
| اسم الشخصية | اسم الشخصية بالأنجليزية | مؤدي الصوت بالدبلجة العربيّة(لهجة مصرية) | مؤدي الصوت بالدبلجة العربيّة الفصحى (تلفزيون ج) | مؤدي الصوت بالدبلجة العربيّة الفصحى (ديزني+) | مؤدي الصوت الأصليّ (بالإنجليزيّة) |
| ----------- | ----------------------- | --------------------------------------- | ---------------------------------------------- | ------------------------------------------- | ------------------------------- |
| نبيلة       | Lady                    | لقاء سويدان                             | جاكلين رفيق                                    | آية حمزة                                    | Barbara Luddy                   |
| شارد        | The Tramp               | طارق إسماعيل                            | طارق إسماعيل                                   | هاني عبد الحي                               | Larry Roberts                   |
| موثوق       | Trusty                  | جلال الهجرسي                            | جلال الهجرسي                                   |                                             | Bill Baucom                     |
| طنط سارة    | Aunt Sarah              | نهير أمين                               | شادية حسين                                     |                                             | Verna Felton                    |
| توني        | Tony                    | احمداشرف سويلم                          | عزت غانم                                       | إلهامي أمين                                 | George Givot                    |
| جــــو      | Joe                     | أحمد حرفوش                              | أحمد حرفوش                                     | زياد الشريف                                 | Bill Thompson                   |
| سيام        | Si, Am                  | مروة عبد الغفار                         | مروة عبد الغفار                                |                                             | Peggy Lee                       |

## وصلات خارجية
- النبيلة والشارد على موقع IMDb (الإنجليزية)
- النبيلة والشارد على موقع ميتاكريتيك (الإنجليزية)
- النبيلة والشارد على موقع الموسوعة البريطانية (الإنجليزية)
- النبيلة والشارد على موقع روتن توميتوز (الإنجليزية)
- النبيلة والشارد على موقع نتفليكس (الإنجليزية)
- النبيلة والشارد على موقع ألو سيني (الفرنسية)
- النبيلة والشارد على موقع Turner Classic Movies (الإنجليزية)
- النبيلة والشارد على موقع أول موفي (الإنجليزية)
- النبيلة والشارد على موقع بوكس أوفيس موجو (الإنجليزية)
- النبيلة والشارد على موقع فيلمافينيتي (الإسبانية)
- النبيلة والشارد على قاعدة بيانات الأفلام